# Молла Мустафа Джамі
Молла Мустафа Джамі (крим. Molla Mustafa Cami) — діюча мечеть у місті Бахчисарай, будівництво якої датується XVII століттям.

## Історія
У дорученні губернського правління рос. «Об исправности и списка о магометанских мечетях и состоящих при них духовных лицах в г. Бахчисарае» від 5 листопада 1890 року зазначено, що у 1888 році силами парафіян був перекритий дах мечеті.
Листування між Першим і Будівельним відділеннями Таврійського губернського правління свідчить про наявність мектеба при мечеті.
Повернено у власність мусульманській громаді «Мустафа Джамі» постановою Ради Міністрів АРК від 22.08.2000 № 283.
Входить до списку об'єктів культурної спадщини АР Крим. Рішення Кримського облвиконкому від 22.05.1979 р. № 284.